# Panaquire (paroisse civile)
Pour les articles homonymes, voir Panaquire.
Panaquire est l'une des huit paroisses civiles de la municipalité d'Acevedo dans l'État de Miranda au Venezuela. Sa capitale est Panaquire. En 2011, sa population s'élève à 6 289 habitants.

## Géographie

### Démographie
Hormis sa capitale Panaquire, la paroisse civile possède plusieurs localités :
- Agua Buena
- Caño Mendez
- El Mango de Ocoita
- El Sapo
- Juan Díaz
- La Maroma
- Panaquire
- Pueblo Nuevo
- Quebrada del Medio
- Urba